# Stamejčič
Stamejčič je priimek več znanih Slovencev:
- Draga Stamejčič (1937—2015), atletinja